# Château de Veliki Tabor
Le château de Veliki Tabor (« Le grand camp », en croate) occupe  3 340 m2 sur une colline à l'extrémité ouest du Zagorje croate, à 1,5 km au nord-ouest de Desinić, à 334 m au-dessus du niveau de la mer.

De ses tours on voit directement les collines de Desinićka gora, Kunagora, Kostelska gora et Vinagora dans la région de Desinić, qui était son fief.
Au-delà, on peut voir au sud au-delà de la montagne de Cesargrad jusqu'à la Medvednica, à l'ouest au-delà de l'Ivanščica jusqu'à la vallée de la Drava et la plaine de Hongrie,  voire jusqu'à la Styrie. 
Le château a été proposé en 2005 pour une inscription au patrimoine mondial et figure sur la « liste indicative » de l’UNESCO dans la catégorie patrimoine culturel. 

## Une vraie forteresse

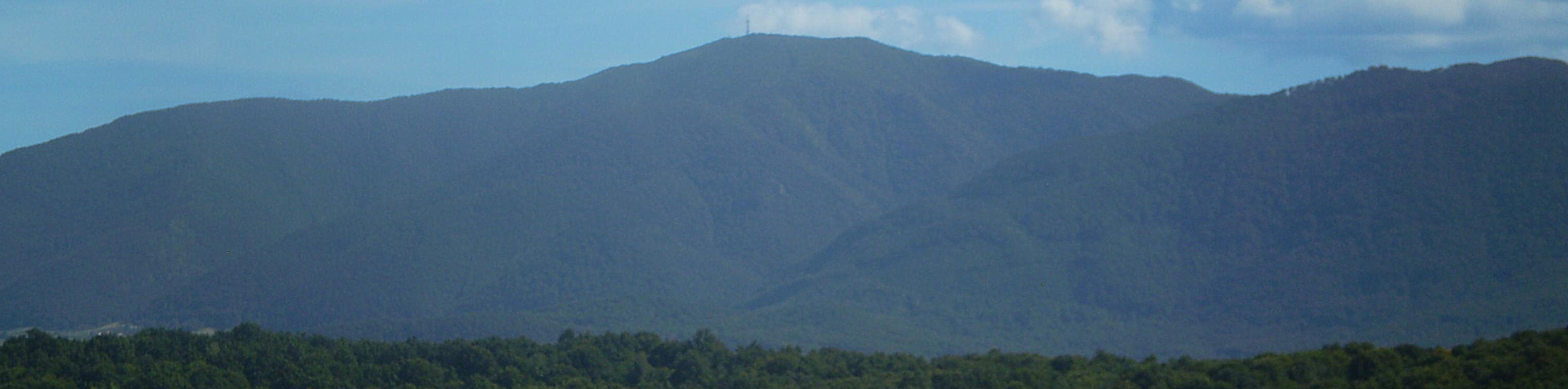
La chaîne de l'Ivanščica

Le nom de « camp » du Veliki Tabor lui vient de sa fonction militaire : il devait permettre aux populations des alentours de se réfugier derrière son mur d'enceinte et de se nourrir dans ses dépendances, aujourd'hui disparus, face aux raids de pillage des Akıncılar (cavalerie légère) ottomans.
 
On ne sait pas quand la première enceinte fortifiée a été construite ni qui étaient ses premiers bâtisseurs. 
Ce qu'on peut savoir c'est que la forteresse a été construite lors  des invasions ottomanes lors de la seconde moitié  du XVe siècle : c'est alors qu'avec l'aide des souverains d'Europe, les seigneurs locaux s'étaient mis à construire rapidement des places fortes dans la région du Zagorje croate, pour la défendre contre les Turcs.
Le château se trouve donc à l'extrémité occidentale d'un système de fortifications qui s'étendait jusqu'aux contreforts orientaux de l'Ivanščica, la montagne la plus élevée de la Croatie du nord-ouest, et comprenait également les forteresses de Mali Tabor, Kostelgrad, Gorica, Cesargrad, Lobor-grad, Oštrc, Pusta Bela, Milengrad, Greben-grad et Konjščina.

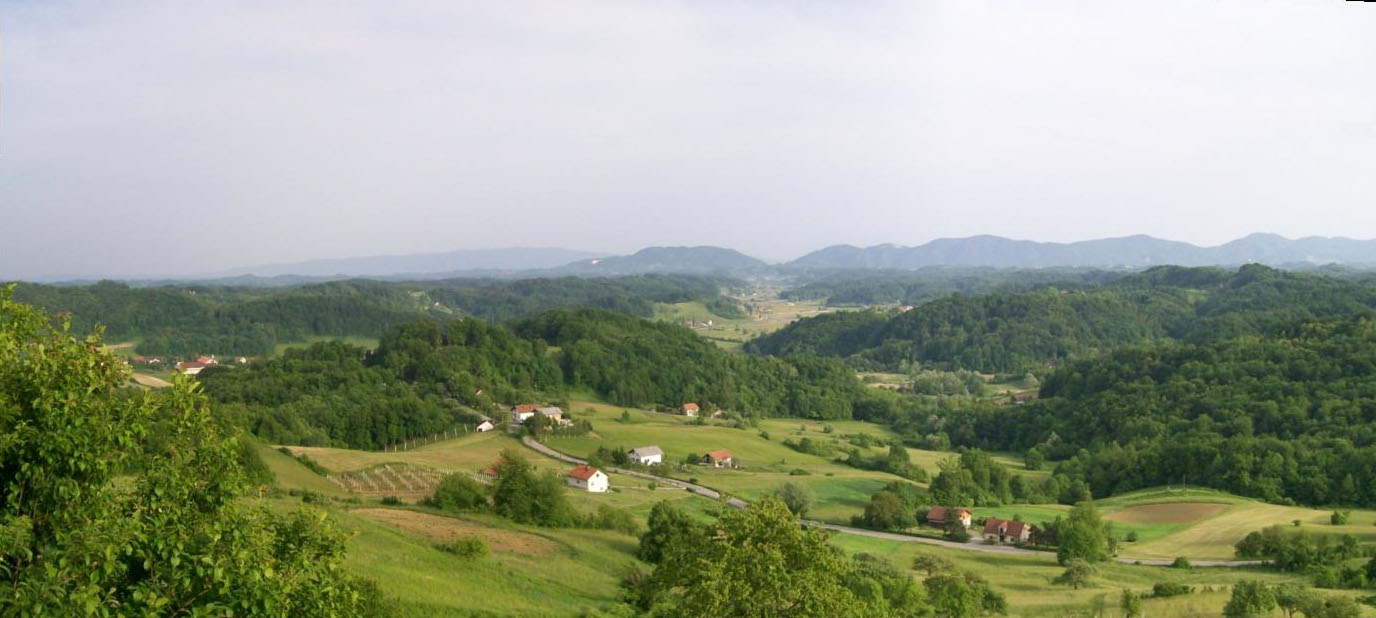
Les environs vus du château de Veliki Tabor

## Historique

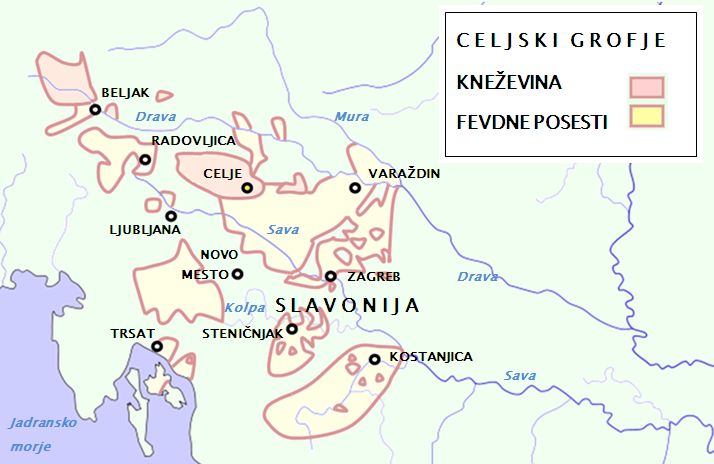
Possessions des comtes de Celje au milieu du XVe siècle
Principauté : Celje et Ortenburg (à partir de 1418)
Fiefs

La première mention d'un "camp", "Thabor aliter Wrbowicz", date de 1497 ;  
c'est en 1513 qu'un document mentionné pour la première fois le Veliki Tabor, comme "Naghthabor" ("Nagh" voulant dire "grand" dans le hongrois de l'époque --nagy de nos jours). 
On utilise aussi parfois l'appellation ancienne de Vingrad, qui n'est toujours pas oubliée dans la région. 
Jusqu'au milieu du XVe siècle c'étaient les comtes de Celje qui possédaient le site du Veliki Tabor : c'est le roi Sigismond de Luxembourg qui le leur avait attribué, après que le comte Hermann II l'avait sauvé  à la Bataille de Nicopolis en 1396. 

C'est aussi en raison de leurs liens avec la famille de Luxembourg qu'ils l'ont perdu, puisque c'est en défendant les intérêts de Ladislas le Posthume, petit-fils de Sigismond, contre les Hunyade, que le petit-fils de Hermann II, Ulrich II de Celje, fut assassiné  en 1436 à Belgrade par les sbires de Ladislas Hunyade, ce qui mit fin à la dynastie des comtes de Celje.
 
Ce sont les Habsbourg qui, à l'issue d'une courte guerre, reprirent les possessions  des comtes de Celje.

### Le domaine des Rattkay
C'est en 1502 que le château passe aux mains de la noble famille Rattkay originaire de Hongrie, il y restera jusqu'en 1793 ; 
les habitants du lieu sont encore fiers de s'appeler "ratkajci" et "Ratkajec" y demeure un nom de famille répandu.

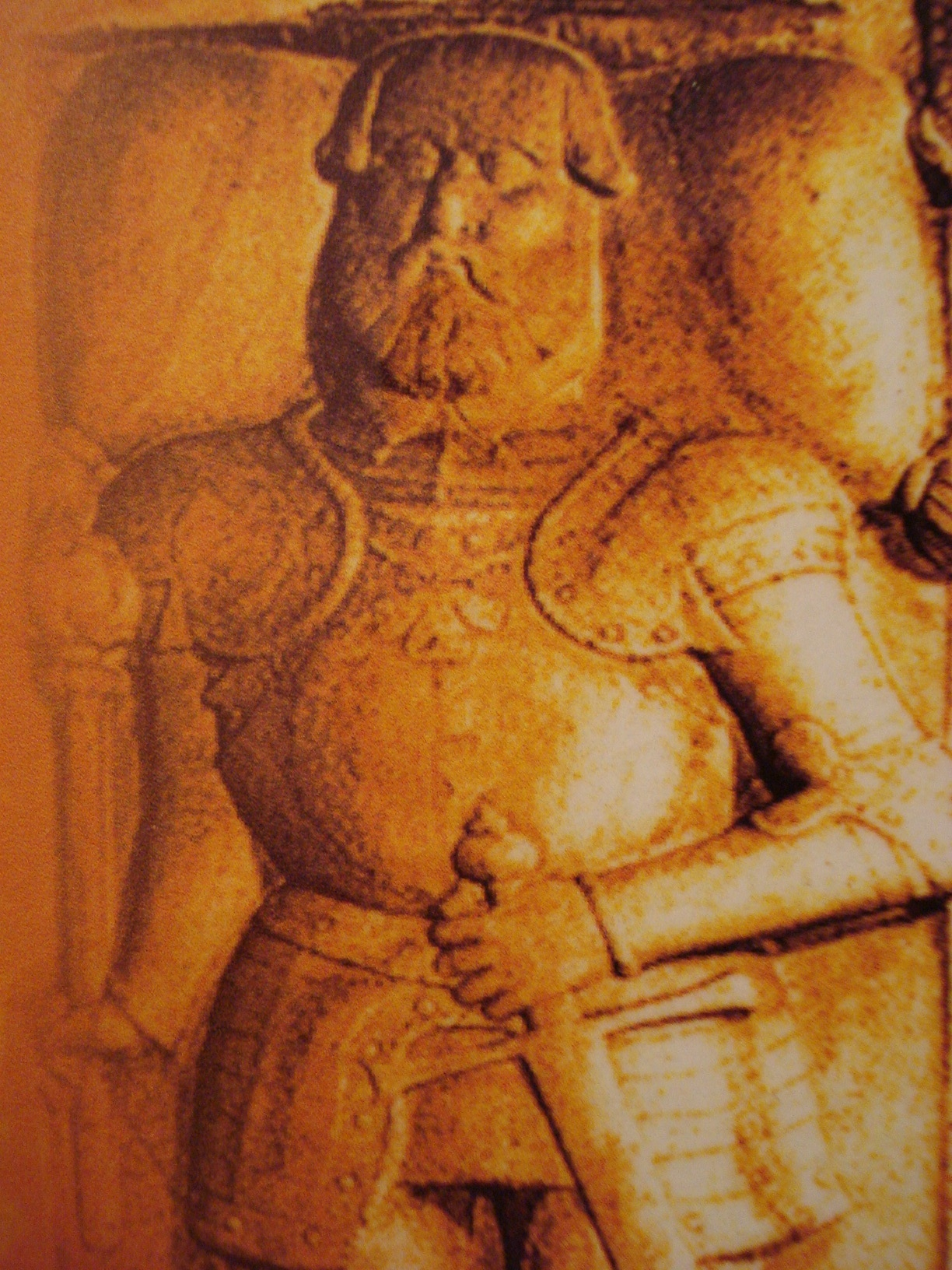
Pierre II, baron Rattkay

Jean Corvin, fils illégitime de feu le roi Matthias et Ban de Croatie, attribue alors le château du Veliki Tabor et son fief de Desinić, dépendant du château du Veliki Tabor, au capitaine Paul Rattkay d'une noble famille hongroise, que les documents historiques, dès l'an 1400, appellent "de Ratkha", du nom de leur domaine sur la rivière Sajó dans le district de Gömör (Gemer en slovaque comme en croate), dans ce qui était alors la Haute-Hongrie, "de Ratkha"  se traduisant  en hongrois par "Rattkay" dans la graphie de l'époque. 
Paul meurt en 1503 ; ses frères Benoît (mort en 1520) et Louis (mort en 1530) lui succèdent. À ce dernier, Georges de Brandebourg attribuera aussi en 1524 le château de Mali Tabor ("Le Petit camp") près de Hum na Sutli, de sorte que les documents parleront de Paul, Benoît et Louis Rattkay comme des Rattkay de Nagy et Kys Tabor --Nagy voulant dire "grand" en hongrois, kis (pron. actuelle : "kich") veut dire "petit".
Paul II Rattkay (mort en 1556), fils de Louis, fut vice-Ban de Croatie en 1538 et 1539, sous-joupan des comitats de Križevci et Varaždin et juge patricien (plemićki sudac) du comitat de Varaždin. Il se distingua dans la guerre contre les Ottomans à Veszprém en 1549 et Babócsa en 1556.
 
C'est à ses fils Paul III (mort aux environs de 1578) et Pierre II (mort en 1586) que le roi Ferdinand I accorda en 1559 le titre de baron.

En 1578, c'est le roi Rodolphe II qui accorde à Pierre II une charte renouvelant le titre de noblesse des Rattkay et leur blason, pour ses exploits contre les Turcs dans la Frontière militaire de la Croatie.
 
Ses fils fondent deux branches de la famille, dont l'une disparaît vers 1689 avec la mort de Paul-Antoine, fils de Paul IV. 
L'autre branche de la famille, pour trois siècles de défense de la chrétienté  et du royaume de Hongrie-Croatie contre les envahisseurs ottomans, reçoit en 1687 du Roi Léopold Ier le titre de comte, ce qui place la famille au plus haut rang de la noblesse croate.
 
C'est cette branche qui s'éteint en 1793 avec Joseph-Jean.

### AuxXIXeetXXesiècles
Après la famille Rattkay, le Veliki Tabor n'a pas retrouvé de vrai seigneur : il se retrouva d'abord sous l'administration de la Chambre royale (kraljevska komora) puis le roi François II l'accorda  au ministre Thugut, puis il revint sous la garde de la Chambre royale jusqu'à la fin du XIXe siècle, lorsque les frères Grunwald, deux négociants, en devinrent propriétaires jusqu'à la Première Guerre mondiale. Pendant la guerre le château servit de prison, pour se retrouver en 1927 sans personne pour l'entretenir.
 
C'est alors que le peintre Oton Iveković, celui-là même qui a décoré la Chapelle Sainte-Anne à Desinić, l'acheta aux enchères pour 100 000 dinars, le gouvernement en rajoutant 10 000 pour la nécessaire remise en état.
Bien qu'attiré  et inspiré par son pays natal, Oton Iveković n'a guère entretenu le château ; tombé malade, il l'abandonna en 1935 pour la ville de Klanjec, où il mourut quatre ans plus tard. En 1938 la famille Iveković brada le château à l'administration provinciale (banska uprava), mais aucun des départements de cette administration ne voulut s'en charger : elle le confia ensuite  aux  Filles du Cœur Miséricordieux de Blato à Korčula (kćeri milosrđa iz Blata na Korčuli).
Pendant la Seconde guerre mondiale, celles-ci y soignèrent les Partisans, et après la guerre, jusqu'en 1950, s'y occupèrent d'une soixantaine d'enfants qui avaient perdu leurs parents pendant la guerre. 

#### L'AssociationVeliki Tabor
L'Association "Veliki Tabor" (Udruga "Veliki Tabor") à Desinić est la concrétisation formelle, en 1998, d'un projet entrepris dès 1975 par le désormais feu professeur Josip Štimac, pour restaurer le château alors laissé à l'abandon. 
C'est alors qu'avait été lancé le "Musée local de la commune de Pregrada" (Zavičajni muzej općine Pregrada) puisqu'alors Desinić en faisait partie.
 
Le 3 mars 1990 était fondée l'Organisation associative  pour la revitalisation du Veliki Tabor (Društvena organizacija za revitalizaciju Velikog Tabora), successeur légal du "Musée local" et précurseur de l'Association actuelle.
 
En 1993, à l'occasion du 200e anniversaire du décès du dernier héritier mâle de la famille Rattkay, l'Organisation a tenu, avec l'aide du Musée Historique Croate, une grande exposition sous le titre "Les Rattkay de Veliki Tabor dans l'histoire et la culture croates" (Rattkayi Velikotaborski u hrvatskoj povijesti i kulturi).

Aujourd'hui, le Veliki Tabor  a été repris par l'état croate, qui en a fait un musée et une attraction touristique, après l'avoir fermé au public et restauré de novembre 2008 à novembre 2011,.
Depuis 2002, le Veliki Tabor est le lieu de rendez-vous d'un festival international de courts métrages : le Tabor Film Festival.

## Construction

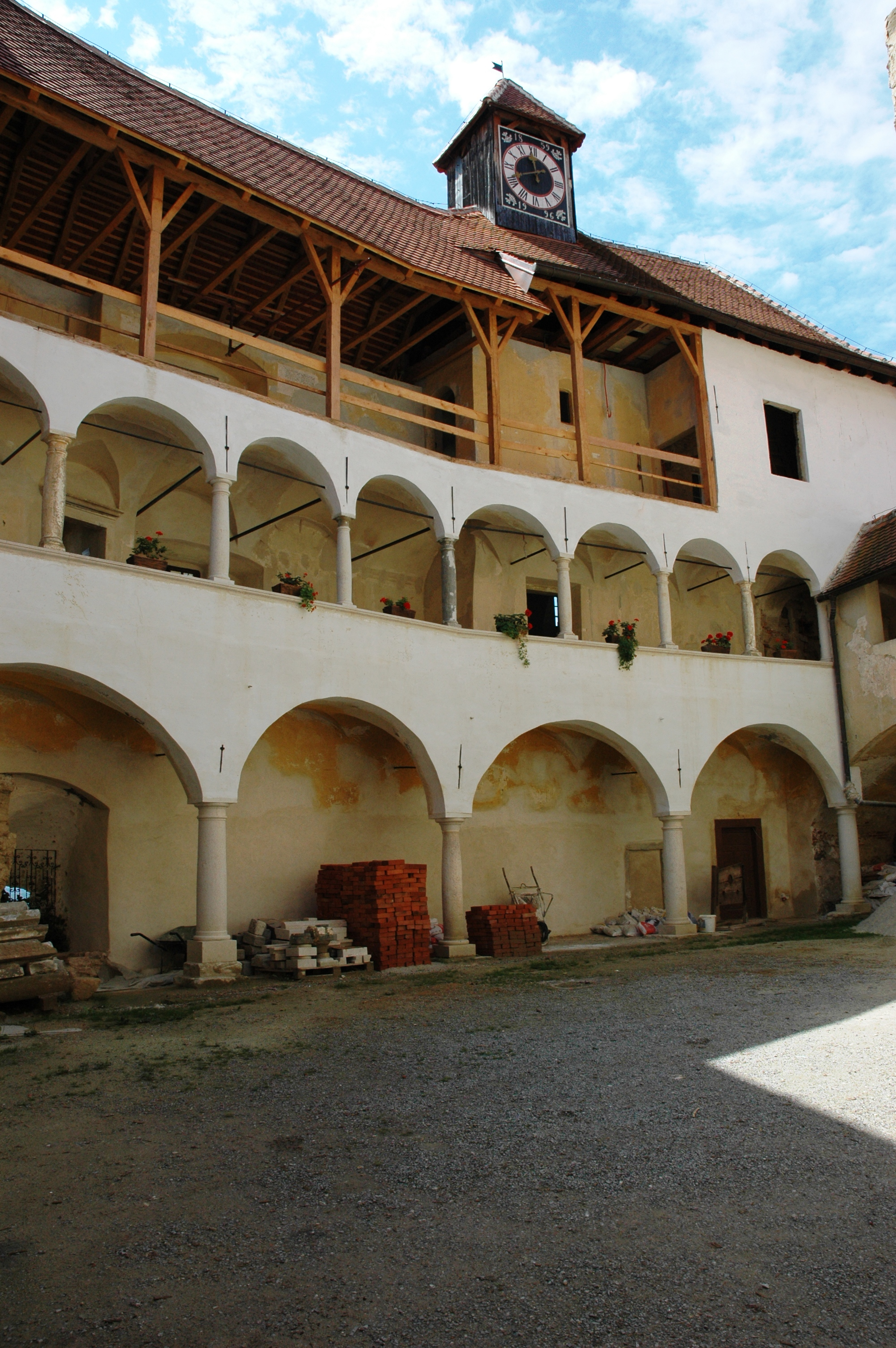
La cour intérieure pendant les travaux

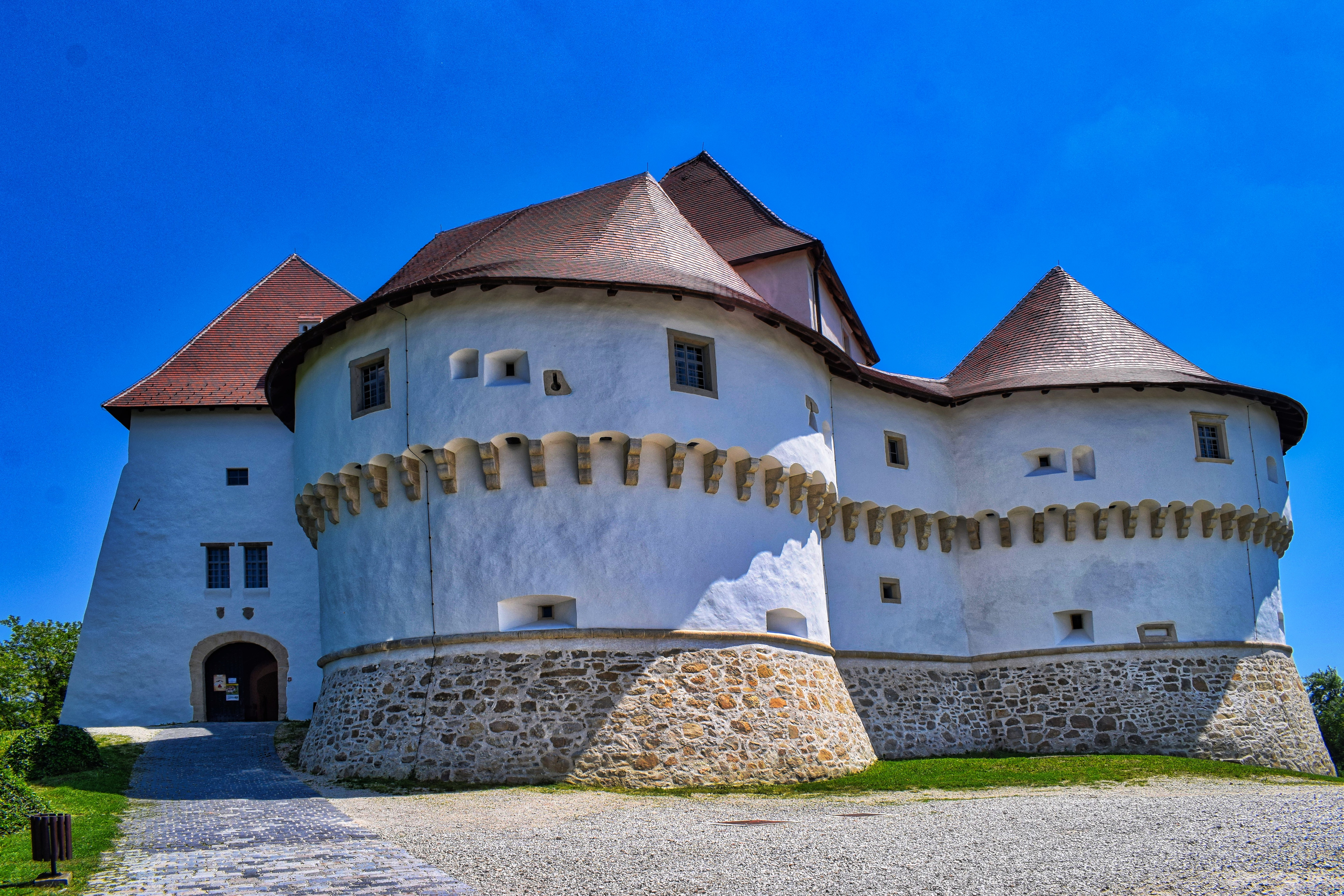
Le château de Veliki Tabor. Mai 2017.

Le bâtiment est polygonal, d'organisation centralisée : il se compose d'une enceinte avec quatre tours en forme de fer à cheval liées par un rempart et d'un bâtiment central pentagonal. La Tour aux Quatre angles date du XIIe siècle.

Les autres tours ont été construites aux XVe et XVIe siècles et l'entrée date des alentours de 1820.

La plupart du bâtiment est de style Renaissance, avec des ajouts postérieurs de style baroque.

Le château est couvert de toits en forte pente, faits de douze matériaux différents. 
Le côté extérieur des murs présente trois zones : la partie inférieure avec des fondations obliques qui se terminent par un cordon, la partie moyenne qui  correspond à la défense, et la partie supérieure avec triples mâchicoulis en pierre. 
La cour comprend trois étages avec des galeries à arcades soutenues par des piliers cylindriques, sauf dans sa partie occidentale qui abrite un logement, et où la galerie a été construite en bois. Elle possède un vaste puits profond de 31 m  et un ancien cellier.

### Aménagement
Le rez-de-chaussée sert de cave, et les trois étages supérieurs servent d'habitation.

Le hall est décorée de hallebardes, et le musée expose des véhicules anciens, des objets ethnographiques, une pharmacie d'époque, des épées et des armures, des peintures et des poteries, y compris une rétrospective de la famille Rattkay.
 
La chapelle du château, consacrée à saint Pierre et saint Paul expose le crâne d'une femme, découvert en 1982, et que l'imaginaire local attribue à la légendaire Veronika de Desinić.

## Aux alentours
On raconte que, dans tous les châteaux de la région, il y a un tunnel souterrain qui mène au cours d'eau le plus proche.
 
Lorsque c'étaient les Filles du Cœur Miséricordieux qui habitaient le château, une oie est tombée  dans le puits. Et à partir de ce puits, l'oie  a trouvé un souterrain qui menait au ruisseau de Košnička Gora. Mais aujourd'hui, on a oublié  où débouche le tunnel.
Sur un chemin qui mène au château, à 800 m à l'ouest du centre du village de Desinić, au lieu-dit Grešna Gorica, une famille astucieuse en a construit en 2007 un modèle réduit au 1/100 pour attirer le tourisme rural, en y rajoutant le mur d'enceinte et les dépendances qui complétaient sa fonction militaire, et qui au fil du temps ont disparu de l'original.

### Personnalités
- Veronika de Desinić, qui fait l'objet de deux légendes distinctes : celle d'un amour contrarié  et celle d'un tour de magie.

#### Les jésuites de la famille Rattkay
- Georges II Rattkay, né le 22 décembre 1612 au Veliki Tabor, mort à Zagreb le 1er septembre 1666), fils de Pierre Rattkay et Barbara Erdődy, était prêtre et historien[30].

- Nicolas Rattkay (Nikola Ratkaj), né le 1er janvier 1601 au Veliki Tabor, mort en odeur de sainteté le 25 février 1662 en Inde, fut aussi jésuite, et missionnaire.

- Jean Rattkay, né au Veliki Tabor le 22 mai 1647, mort à Jesús Carichic (Mexique) le 26 décembre 1683, était également prêtre jésuite et missionnaire. On lui doit la première carte de la région des Tarahumaras (Province de Chihuahua).